# Płaszczyzna beta
Płaszczyzna beta (ang. {\displaystyle \beta }-plane approximation) – w meteorologii i oceanografii przybliżenie, w którym siła Coriolisa zmienia się liniowo z szerokością geograficzną.
W nazwie przybliżenia użyto określenia płaszczyzna gdyż w przybliżeniu tym wpływ siły Coriolisa jest taki jakby płyn (powietrze, woda) poruszał się nie po sferze a po płaszczyźnie. Przy czym wartość siły Coriolisa jest liniowo zależna od współrzędnej y wyrażającej szerokość geograficzną. Np. w meteorologii tropikalnej możemy rozważać równikową płaszczyznę beta, która zawiera równik i zwrotniki.

## Parametr Rossby’ego
Parametr Coriolisa, określający siłę bezwładności działającą na ciało poruszające się w układzie odniesienia związanym z obracającym się układem odniesienia jest określony dla Ziemi wzorem
{\displaystyle f=2\omega \sin \varphi .}
Linearyzacja tego wyrażenia daje
{\displaystyle f\approx f_{0}+{\frac {\partial f}{\partial y}}y=f_{0}+\beta y,}
{\displaystyle \beta ={\frac {\partial f}{\partial y}}={\frac {1}{a}}{\frac {d}{d\varphi }}(2\omega \sin \varphi )={\frac {2\omega \cos \varphi }{a}},}
gdzie:
{\displaystyle \omega } – prędkość obrotowa Ziemi,
{\displaystyle \varphi } – szerokość geograficzna,
{\displaystyle y} – odległość od wybranej szerokości geograficznej,
{\displaystyle a} – średni promień Ziemi.
Parametr {\displaystyle \beta } (parametr Rossby’ego), jest stałą wartością w danej analizie ruchu ciała, zależy od zmiany siły Coriolisa powodowanej przez sferyczność Ziemi. Jest stosowany w opisie fal Rossby’ego i opisie równikowych fal Kelvina.